# 小森頼寛
小森 頼寛（こもり よりひろ、貞享4年（1687年 ）-寛保2年5月20日（1742年6月22日）は、江戸時代後期の江戸幕府奥医師。諱は頼寛。幼名は辰千代。号は隣菴、西菴、西倫。父は小森西倫法眼頼英。母は広戸行隆の娘。妻は馬嶋某（安清）の娘。後妻は丸山友貞（市左衛門）の娘。実子は小森西倫法眼頼堯。養女は山本副時の妻（某氏の娘）。
2代目小森西倫である。また徳川吉宗養女で仙台藩主伊達宗村の正室である利根姫の御番医を勤める。

## 生涯
父の西倫頼英の代で江戸幕府に仕え、頼寛は元禄12年（1699年）に徳川綱吉に初めて御目見えを済ます。享保16年（1731年）に父の隠居を受けて跡を継いで小普請となる。享保17年（1732年）から西の丸広敷での療治に従事する。
享保20年2月朔日（1735年2月23日）から本丸広敷に候ずる。同年10月12日（1735年11月26日）に吉宗の養女で当時伊達吉村の嗣子である伊達宗村と婚約した利根姫付きの御番医となる。元文6年（1741年）刊行の須原屋茂兵衛蔵板武鑑において利根姫様御番医として「小森西論」とあり、誤記されて記載されている。
利根姫に先立って寛保2年（1742年）に死去。墓所は代々の葬地である下谷の天龍寺。小森家は頼堯が継ぎ、利根姫の御番医には大江松貞が就任した。